# Kolegium Nauk Społecznych Uniwersytetu Rzeszowskiego
Kolegium Nauk Społecznych Uniwersytetu Rzeszowskiego – jedna z czterech historycznych jednostek dziedzinowych Uniwersytetu Rzeszowskiego. Kolegium Nauk Społecznych jest jednostką organizacyjną Uniwersytetu Rzeszowskiego funkcjonującą od 1 października 2019 roku. W skład Kolegium weszły dawne Wydziały: Wydział Ekonomii, Wydział Pedagogiki, Wydział Prawa i Administracji oraz dwie jednostki Wydziału Socjologiczno-Historycznego, tj. Instytut Socjologii i Instytut Nauk o Polityce. Kolegium zostało zlikwidowane 31 grudnia 2024 roku, wskutek zmian organizacyjnych uczelni.

## Kierunki kształcenia
Dostępne kierunki:
- Administracja
- Bezpieczeństwo wewnętrzne
- Ekonomia
- Finanse i rachunkowość
- Nauki o rodzinie
- Pedagogika
- Pedagogika przedszkolna i wczesnoszkolna
- Politologia
- Praca socjalna
- Prawo
- Socjologia

## Struktura organizacyjna

### Instytut Ekonomii i Finansów
Dyrektor: dr hab. inż. Ryszard Kata
- Katedra Ekonomii i Międzynarodowych Stosunków Gospodarczych
- Zakład Ekonomiki i Zarządzania
- Katedra Finansów i Rachunkowości
- Katedra Marketingu i Przedsiębiorczości
- Katedra Metod Ilościowych i Informatyki Gospodarczej
- Zakład Polityki Gospodarczej
- Zakład Rynków Finansowych i Finansów Publicznych
- Pracownia Badań nad Nierównościami Społecznymi i Rozwojem Gospodarczym

### Instytut Nauk o Polityce
Dyrektor: dr hab. Krzysztof Żarna
- Zakład Administracji Publicznej i Polityki Społecznej
- Zakład Stosunków Międzynarodowych i Praw Człowieka
- Zakład Myśli Politycznej i Teorii Polityki
- Zakład Systemów Politycznych i Medialnych
- Zakład Polityki Bezpieczeństwa
- Zakład Bezpieczeństwa Narodowego i Wewnętrznego

### Instytut Nauk Prawnych
Dyrektor: dr hab. Renata Świrgoń-Skok
- Zakład Prawa Administracyjnego i Postępowania Administracyjnego
- Zakład Nauki Administracji
- Zakład Prawa Cywilnego i Handlowego
- Zakład Postępowania Cywilnego
- Zakład Prawa Gospodarczego
- Zakład Prawa Rzymskiego
- Zakład Prawa Karnego
- Zakład Prawa Karnego Procesowego
- Zakład Prawa Policyjnego
- Zakład Prawa Finansowego
- Zakład Prawa Pracy i Ubezpieczeń Społecznych
- Zakład Prawa Konstytucyjnego i Praw Człowieka
- Zakład Ustrojów Państw Europejskich
- Zakład Prawa Międzynarodowego i Prawa Europejskiego
- Zakład Nauk Historyczno i Teoretyczno-Prawnych
- Zakład Historii Prawa i Medioznawstwa
- Pracownia Kryminologii i Kryminalistyki
- Pracownia Technologii Informatycznych i Prawa Medycznego
- Akademickie Centrum Doskonalenia Administracji
- Centrum Mediacji i Rozwiązywania Sporów

### Instytut Nauk Socjologicznych
Dyrektor: ks. dr hab. Witold Jedynak
- Zakład Socjologii Organizacji i Rozwoju Regionalnego
- Zakład Socjologii Rodziny i Problemów Społecznych
- Zakład Pracy Socjalnej
- Zakład Polityki Społecznej

### Instytut Pedagogiki
Dyrektor: dr hab. Janusz Miąso
- Katedra Badań nad Niepełnosprawnością
- Katedra Badań Szkoły i Społeczeństwa Zmediatyzowanego
- Zakład Pedagogiki Resocjalizacyjnej
- Zakład Pedagogiki Społecznej
- Zakład Teorii Wychowania i Opieki
- Zakład Historii Myśli Pedagogicznej
- Zakład Edukacji Literackiej
- Zakład Pedagogiki Rodziny
- Zakład Pedagogiki Przedszkolnej i Wczesnoszkolnej
- Zakład Edukacji Nauczycieli
- Zakład Psychologii

### Instytut Psychologii
Dyrektor: p.o. dr hab. Andrzej Łukasik
- Pracownia Psychologii Ogólnej
- Pracownia Psychologii Rozwoju i Edukacji
- Pracownia Psychologii Klinicznej i Psychoterapii
- Biblioteka Testów Psychologicznych

## Władze Kolegium
Od 1 września do 31 grudnia 2024:
| Stanowisko                                           | Imię i nazwisko                 |
| ---------------------------------------------------- | ------------------------------- |
| Prorektor ds. Kolegium Nauk Społecznych              | prof. dr hab. Jolanta Szempruch |
| Pełnomocnik Prorektora ds. Kolegium Nauk Społecznych | dr hab. Dorota Semków           |

### Władze dziekańskie
Od 1 września do 31 grudnia 2024:
| Stanowisko | Imię i nazwisko                  |
| ---------- | -------------------------------- |
| Dziekan    | dr hab. Bogdan Wierzbiński       |
| Prodziekan | dr hab. Agata Barczewska-Dziobek |
| Prodziekan | dr Agata Kotowska                |
| Prodziekan | dr Zofia Sawicka                 |
| Prodziekan | dr Magdalena Urbańska            |

## Poczet prorektorów
1. dr hab. Grzegorz Ślusarz (2019–2020)
2. prof. dr hab. Elżbieta Feret (2020–2024)
3. prof. dr hab. Jolanta Szempruch (2024)